# AbServiert
AbServiert (Alternativtitel: Kellnern) ist eine US-amerikanische Filmkomödie von Rob McKittrick aus dem Jahr 2005.

## Handlung
Im Restaurant Shenaniganz wird Mitch von Kellner Monty angelernt und in Besonderheiten der Belegschaft eingeführt. Während der Arbeitszeit wird untereinander beispielsweise ein Peniszeigespiel ausgeführt. Alle Angestellten sind mehr oder weniger verrückt. Einer der wenigen Normalen ist der Spüler Bishop. Mitch werden seine Kollegen vorgestellt. Da ist Naomi, die schon eindeutig zu lange in diesem Restaurant arbeitet und abseits der Gäste regelmäßig schwere Aggressionsanfälle erleidet. Die Hilfskräfte Nick und T-Dog, beide nicht die Klügsten. Der Koch Raddimus, der auch gerne mal Sex auf der Toilette praktiziert und Mitch gleich in zusätzliche Einzelheiten des Peniszeigespiels einführt. Des Weiteren arbeiten dort die lesbische Tyla als Barkeeperin, der Kellner Calvin, der über keinerlei Selbstvertrauen verfügt, und Montys bester Freund Dean, der gerade eine kleine Identitätskrise durchmacht und sich intensiv Gedanken um seine Zukunft macht. Das Shenaniganz wird von Dan geführt, der hinter der minderjährigen Platzanweiserin Natasha her ist. Die Kellnerinnen Serena und Amy, die mit Dean schläft, sowie der Koch Floyd komplettieren das Team.
An einem ganz normalen Tag im Restaurant macht Dan gleich zu Beginn Dean das Angebot, stellvertretender Manager zu werden. Verwirrt erbittet er sich Bedenkzeit, während seine Kollegen darüber schon Bescheid wissen. Nachdem sich ein unfreundlicher Gast über Service und Essen beschwert hat, nimmt das Unheil seinen Lauf. In der Küche wird das Essen mit Speichel, Schuppen und anderen unappetitlichen Zutaten garniert und dem unzufriedenen Gast serviert. Ein anderer Gast gibt gerade einmal 3 % Trinkgeld, das  Dean ihm erbost wieder zurückgibt.
Als das Restaurant abends voll besetzt ist, sind einige Angestellte bereits völlig überfordert. Monty flirtet mit minderjährigen Mädchen, Naomi tickt immer öfter aus, die Hilfskräfte Nick und T-Dog füllen sich mit Schlagsahne in Massen ab, und Mitch muss sich dubiose Schulungsvideos ansehen.
Dean kündigt nach Feierabend seinen Job, und alle feiern gemeinsam bei Monty zuhause eine Party.

## Kritik
„Ein höchst unsympathischer, sehr befremdlicher Angriff auf den ‚guten Geschmack‘, in dem sich eine selbstverliebte Comedy-Welt ohne Sinn und Verstand selbst feiert.“

„Mit allen Wassern gewaschene Kellner und Küchenbullen hauen Steaks in die Pfanne, spielen einander rohe Streiche und urinieren den Nervensägen unter den geschätzten Gästen in den Obstsalat in diesem episodisch strukturierten, selten tiefschürfenden, doch meistenteils unterhaltsamen Comedy-Sittengemälde aus der wunderbaren Welt der Fast-Food-Restaurants. Jungstars wie Justin Long, Ryan Reynolds und Anna Faris locken gleichaltrige Kundschaft, die Show aber stiehlt der ‚Anchorman‘-Sidekick David Koechner als fieser Chef.“